# Ana Luísa Amaral
Pour les articles homonymes, voir Amaral.
Ana Luísa Ribeiro Barata do Amaral, connue sous le nom d'Ana Luísa Amaral, née le 5 avril 1956 à Lisbonne et morte le 5 août 2022 à Leça da Palmeira, est une poétesse, traductrice et professeure portugaise.

## Biographie
Ana Luísa Amaral naît à Lisbonne le 5 avril 1956. Elle écrit son premier poème, Automne, à 5 ans. À 9 ans, sa famille déménage à Leça da Palmeira dans la périphérie de Porto. Durant cette période, Amaral subit du harcèlement scolaire et cherche refuge dans la poésie et la religion. Elle envisage alors de devenir religieuse. Pendant les années 1980, elle voyage à plusieurs reprises en Angleterre, et aux États-Unis entre 1991 et 1992.
Elle étudie la philologie germanique à la Faculté de lettres de l'Université de Porto. En 1985, elle se présente aux épreuves d'aptitude pédagogique et scientifique de spécialité littérature anglaise. Elle obtient un doctorat en 1996 en spécialité littérature américaine pour sa thèse Emily Dickinson : une poétique de l'excès. Elle devient alors une spécialiste et traductrice de cette poétesse américaine,.
Elle devient professeure de littérature dans cette même Faculté de lettres de l'Université de Porto, ainsi qu'à l'Institut de littérature comparée Margarida-Losa. Dans cet institut, où elle fait partie du comité de direction, elle dirige un groupe de recherche international sur l'intersexuation,.
Elle réalise plusieurs travaux académiques au Portugal et à l'étranger sur la poésie anglaise et américaine, la poétique comparée et les études féministes. Après avoir découvert les travaux de Germaine Greer, Amaral devient féministe et théoricienne du féminisme. Elle est l'une des pionnières des études de genres au Portugal et, en 2005, elle publie avec Gabriela Macedo un Dictionnaire critique du féminisme.
Affiliée à la génération portugaise des années 1980, avec des auteurs tels qu'Amadeu Baptista et Isabel de Sá, elle publie des dizaines de livres de poésie, essai, théâtre et littérature jeunesse, ainsi que plusieurs traductions,. Son œuvre poétique a été traduite dans plusieurs langues et publiée en France, au Brésil, en Italie, en Suède, aux Pays-Bas, au Venezuela, en Colombie, au Mexique et an Allemagne. Elle traduit en portugais des auteurs tels que William Shakespeare, Louise Glück, John Updike, Margaret Atwood ou Emily Dickinson, et traduit en anglais le poète portugais Mário de Sá-Carneiro,.
Avec Luís Caetano, elle présente le programme de poésie O som que os versos fazem ao abrir (« Le son que font les vers lorsqu'ils s'ouvrent ») sur la radio publique portugaise Antena 2,.
Elle meurt à Leça de Palmeira dans la nuit du 5 août 2022 à la suite d'une longue maladie. Ses obsèques sont célébrées le 7 août à Matosinhos.

## Prix et distinctions
En 2007, Ana Luísa Amaral reçoit le prix Giuseppe Acerbi en Italie et le prix littéraire Casino da Póvoa. Un an après, elle est récompensée par le grand prix de l'Association des écrivains portugais pour son livre Entre dois rios e outras noites.
En 2012, elle reçoit le prix Rómulo de Carvalho/António Gedeão. En 2018 elle obtient le prix Internazionale Fondazione Rome: Ritratti di Poesia et le prix d'essai Jacinto do Prado Coelho.
En 2020, elle reçoit le prix Gremio de Libreros de Madrid dans la catégorie « Meilleur Livre de poésie » pour son recueil What’s in a name. Durant cette même édition, Elvira Lindo fut récompensée dans la catégorie Narration, et Irene Vallejo dans celle de l'Essai. Cette même année, Amaral reçoit le prix littéraire Guerra Junqueiro ainsi que le prix Leteo, décerné par les membres du Club Leteo de León pour remercier les auteurs ayant contribué au renouvellement littéraire.
En 2021 elle est récompensée par le prix Reina Sofía de poésie ibéro-américaine (es),, prix espagnol le plus important pour la poésie en langue espagnole et portugaise.
Elle est la septième femme à l'obtenir et la quatrième écrivaine de langue portugaise après João Cabral de Melo Neto en 1994, Sophia de Mello Breyner Andresen en 2003 et Nuno Júdice en 2013. Par ailleurs, la même année, l'Université d'Évora lui décerne le Prix Vergílio Ferreira, l'un des plus prestigieux du Portugal. En 2021, elle obtient le prix littéraire Francisco de Sá de Miranda. Elle obtient également le prix littéraire Corrientes de Escritura, le prix de poésie Fondazione Rome et le prix PEN de narration.
En 2022, l'Association des écrivaines et écrivains de langue galicienne (AELG) nomme Amaral écrivaine galicienne universelle. Le 28 juillet de la même année, quelques jours avant sa mort, le Salon du livre de Porto annonce qu'un hommage à Amaral sera rendu durant l'édition du 26 août au 11 septembre, intitulée "Imaginar e agir".
Elle a été décorée, à titre posthume, du grade de commandante de l'ordre de Sant'Iago de l'Épée par le président de la République portugaise, Marcelo Rebelo de Sousa.